# Saint-Front (Górna Loara)
Saint-Front – miejscowość i gmina we Francji, w regionie Owernia-Rodan-Alpy, w departamencie Górna Loara.
Według danych na rok 1990 gminę zamieszkiwały 544 osoby, a gęstość zaludnienia wynosiła 10 osób/km² (wśród 1310 gmin Owernii Saint-Front plasuje się na 385. miejscu pod względem liczby ludności, natomiast pod względem powierzchni na miejscu 20.).